# Danville (Califòrnia)
Danville és una població dels Estats Units a l'estat de Califòrnia. Segons el cens del 2000 tenia 41.715 habitants.

## Demografia
Segons el cens del 2000, Danville tenia 41.715 habitants, 14.816 habitatges, i 11.867 famílies. La densitat de població era de 890,3 habitants per km².
Dels 14.816 habitatges en un 42,2% hi vivien nens de menys de 18 anys, en un 70,7% hi vivien parelles casades, en un 7,1% dones solteres, i en un 19,9% no eren unitats familiars. En el 15,5% dels habitatges hi vivien persones soles el 5,6% de les quals corresponia a persones de 65 anys o més que vivien soles. El nombre mitjà de persones vivint en cada habitatge era de 2,78 i el nombre mitjà de persones que vivien en cada família era de 3,13.
Per edats la població es repartia de la següent manera: un 28,6% tenia menys de 18 anys, un 4,2% entre 18 i 24, un 27,7% entre 25 i 44, un 29,3% de 45 a 60 i un 10,3% 65 anys o més.
L'edat mediana era de 40 anys. Per cada 100 dones de 18 o més anys hi havia 90,6 homes.
La renda mediana per habitatge era de 114.064 $ i la renda mediana per família de 125.867 $. Els homes tenien una renda mediana de 93.953 $ mentre que les dones 53.235 $. La renda per capita de la població era de 50.773 $. Entorn de l'1,3% de les famílies i el 2,2% de la població estaven per davall del llindar de pobresa.

## Poblacions més properes
El següent diagrama mostra les poblacions més properes.